# سهره کاکل‌ذغالی
سهره کاکل‌ذغالی (نام علمی: Charitospiza eucosma) نام یک گونه از تیره فرخنده است.